# Flugplatz Chełm-Depułtycze Królewskie

i7
i11
i13
Der Flugplatz Chełm-Depułtycze Królewskie (polnisch Lotnisko Chełm-Depułtycze Królewskie, ICAO-Code: EPCD) ist ein Flugplatz im ostpolnischen Ort Depułtycze Królewskie, gelegen in der Gemeinde Chełm und ca. 7 km von Chełm entfernt. Der Flugplatz gehört zur Staatlichen Akademie für angewandte Wissenschaften in Chełm.

## Geschichte
2008 erfolgte die erstmalige Registrierung des Flugplatzes als Universitätslandeplatz im Ort Depułtycze Królewskie. Der Flugplatz wird seither als Flugschule und Übungsort für Studierende der Flugzeug-, Hubschrauber- und Flugmechanik der Staatlichen Akademie für angewandte Wissenschaften in Chełm genutzt. Es besteht ein Mitnutzung durch die polnischen Luftstreitkräfte.
Seit 2014 ist der Flugplatz im Flughafenregister des Zivilluftfahrtamtes eingetragen. Nach Eintragung in das Zivilluftverzeichnis sind zivile Flüge möglich. Der Flugbetrieb ist jedoch nur mit schriftlicher Zustimmung des Universitätsdirektors erlaubt. Regelmäßig finden Rettungsflüge, so genannte Air Emergency Flüge, auf dem Muster Cessna Citation statt.
2021 wurde die bisher einzig bestehende Graspiste durch einen Untergrund aus Beton ersetzt. Dazu kam eine neue, parallel zur betonierten Piste befindlichen, Piste aus Gras.

## Infrastruktur
Der Flugplatz verfügt über zwei Start- und Landebahnen und einen Heliport.
- in Richtung 18L/36R, Betonstraße mit Abmessungen von 1020 × 30 m

- in Richtung 18L/36R, Grasstraße mit Abmessungen von 800 × 50 m

Der Flugplatz verfügt über ein Towergebäude (erreichbar unter Depułtycze–Radio 119,575 MHz) und zwei Hangar – auf der Westseite der Landebahn.
Durch den Einbau entsprechender Beleuchtung ist es auch möglich, Nachtstarts und -landungen durchzuführen.

## Ausstellung
Auf dem Gelände des Flugplatzes befindet sich eine Ausstellung von ausrangierten Oldtimer-Flugzeugen. Im Rahmen eines jährlichen Sommerfestes wird diese Ausstellung um weitere temporär zu besichtigenden Flugzeuge sowie Flugshows ergänzt. 